# Francesco Raibolini

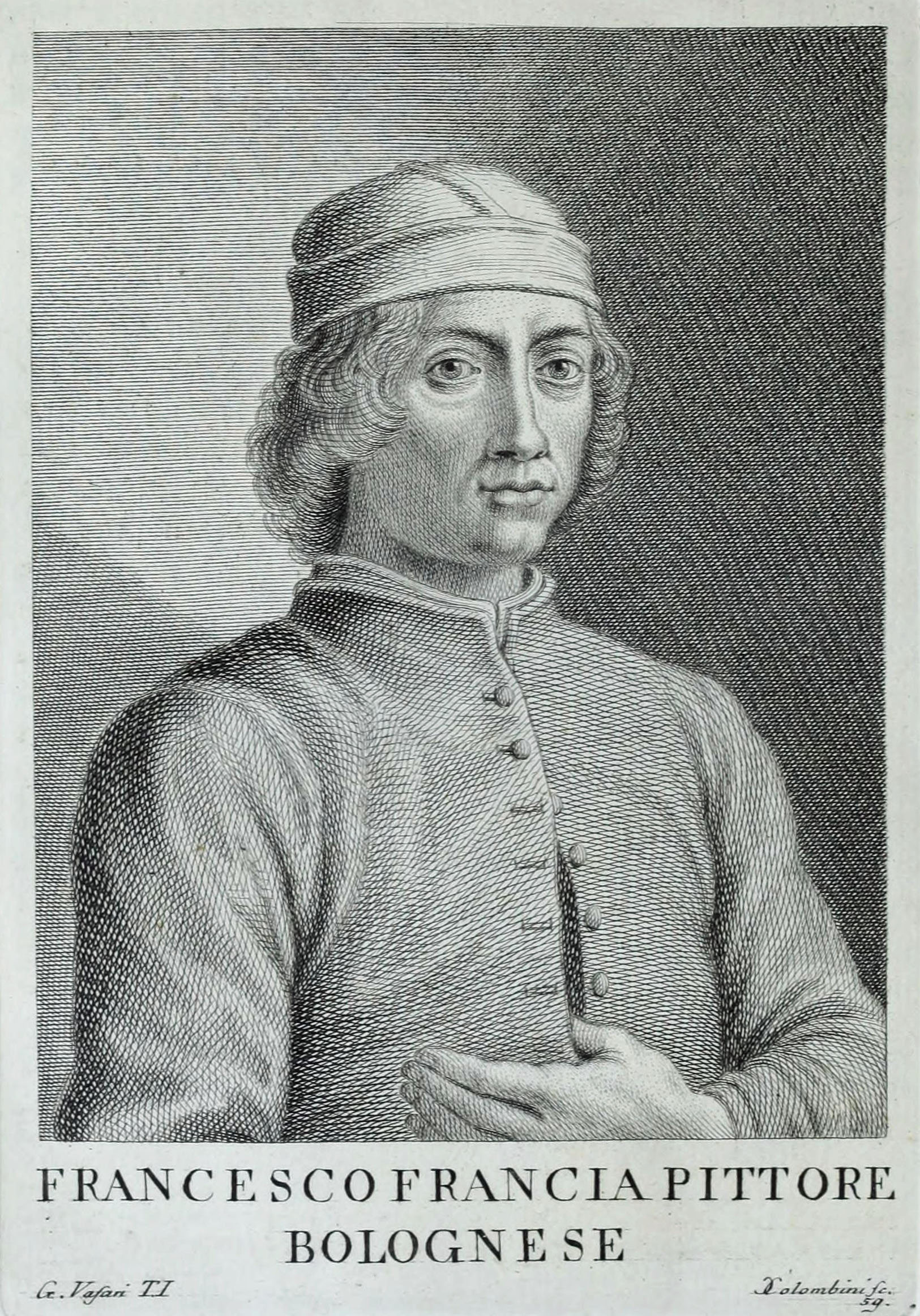
Portret van Francesco Francia in Le Vite

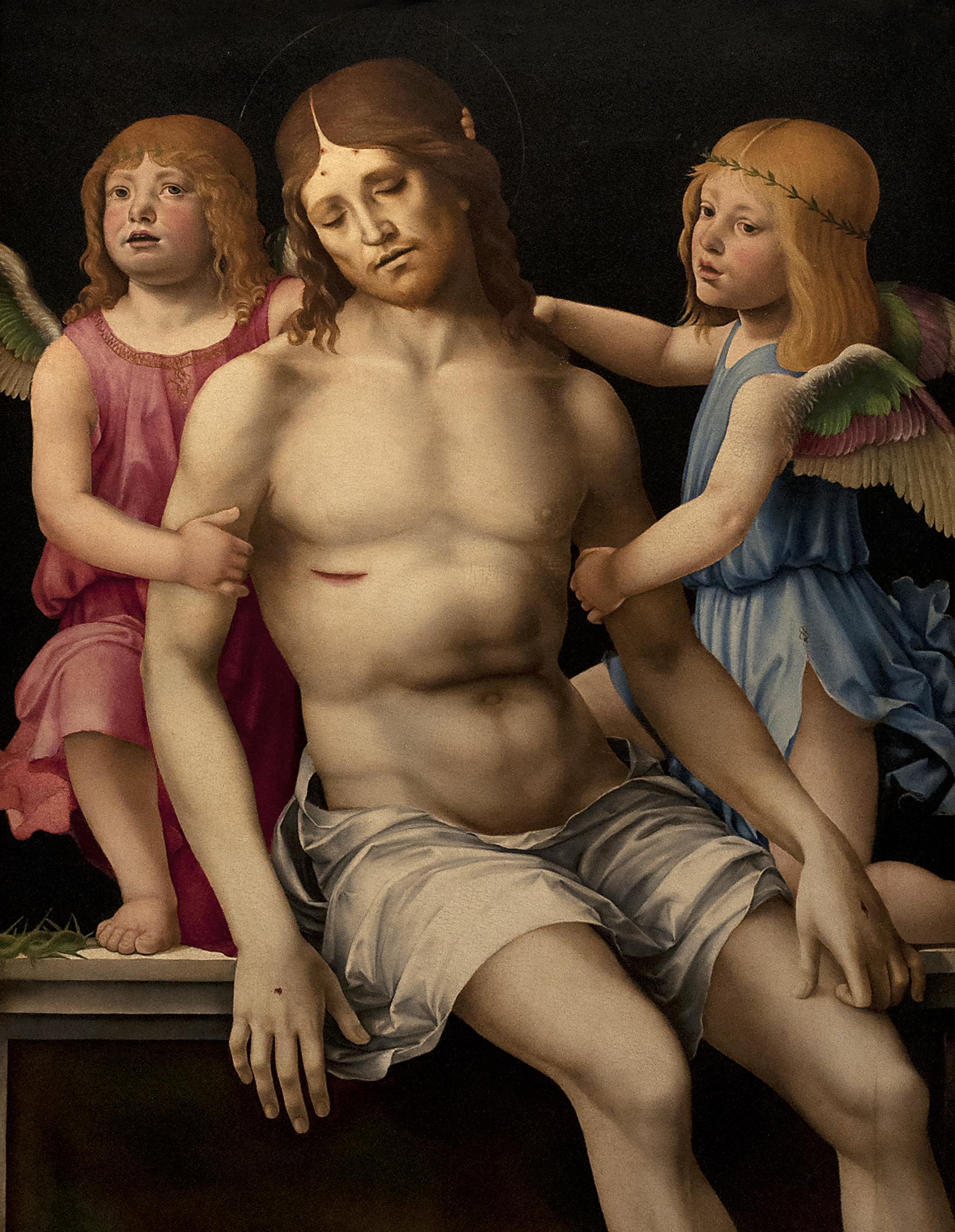
Piëta met twee engelen, 1490, Pinacoteca Nazionale di Bologna

Francesco Raibolini of Francesco Francia, Bologna, ca. 1450, aldaar 5 januari 1517 was een Italiaanse kunstschilder, goudsmid, en medailleur die actief was tijdens de Italiaanse renaissance.
Hij genoot zijn opleiding samen met Marco Zoppo. Zijn oudst bekende werk is de Felicini Madonna uit 1494. Na zijn opleiding werkte Francia samen met Lorenzo Costa. Hij werd beïnvloed door de stijl van Ercole de' Roberti en Costa. Nadat Francia hofschilder in Mantua werd, raakte hij meer beïnvloed door het werk van Pietro Perugino en Rafaël. Hij werkte samen met Biagio Pupini. 
Werken van Francia zijn onder andere te zien in de Gemäldegalerie Alte Meister in Dresden, in de National Gallery of Ireland in Dublin, in de Pinacoteca Nazionale di Bologna en in de National Gallery in Londen.

## Galerij

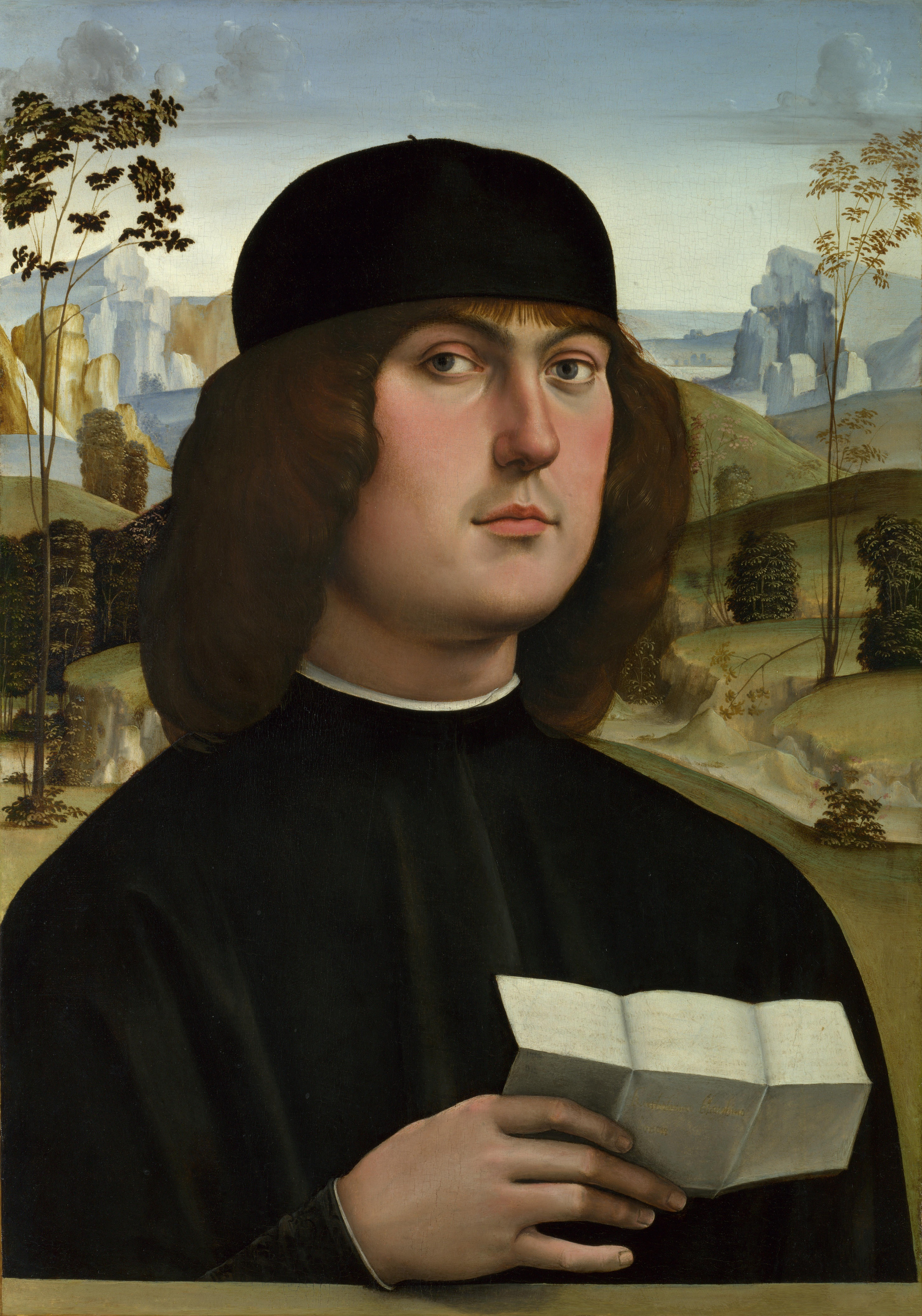
Bartolomeo Bianchini, ca. 1500, National Gallery, Londen
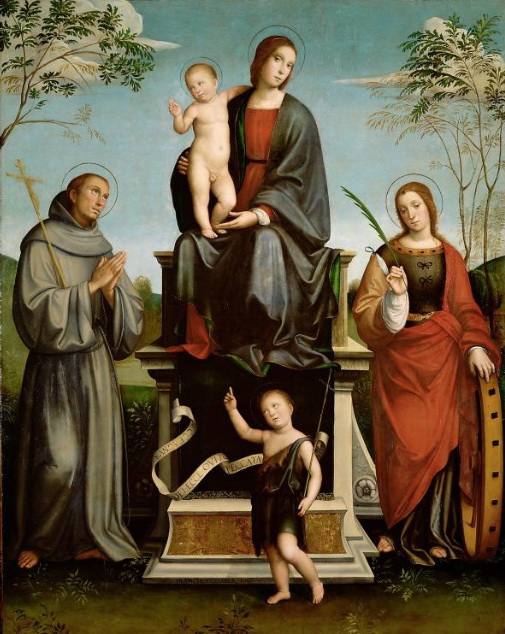
Maria met Kind, St. Francis, St. Catharina, en de jonge Johannes de Doper, 1504, Kunsthistorisches Museum, Wenen
Bisschop Altobello Averoldo, ca. 1505, National Gallery of Art, Washington
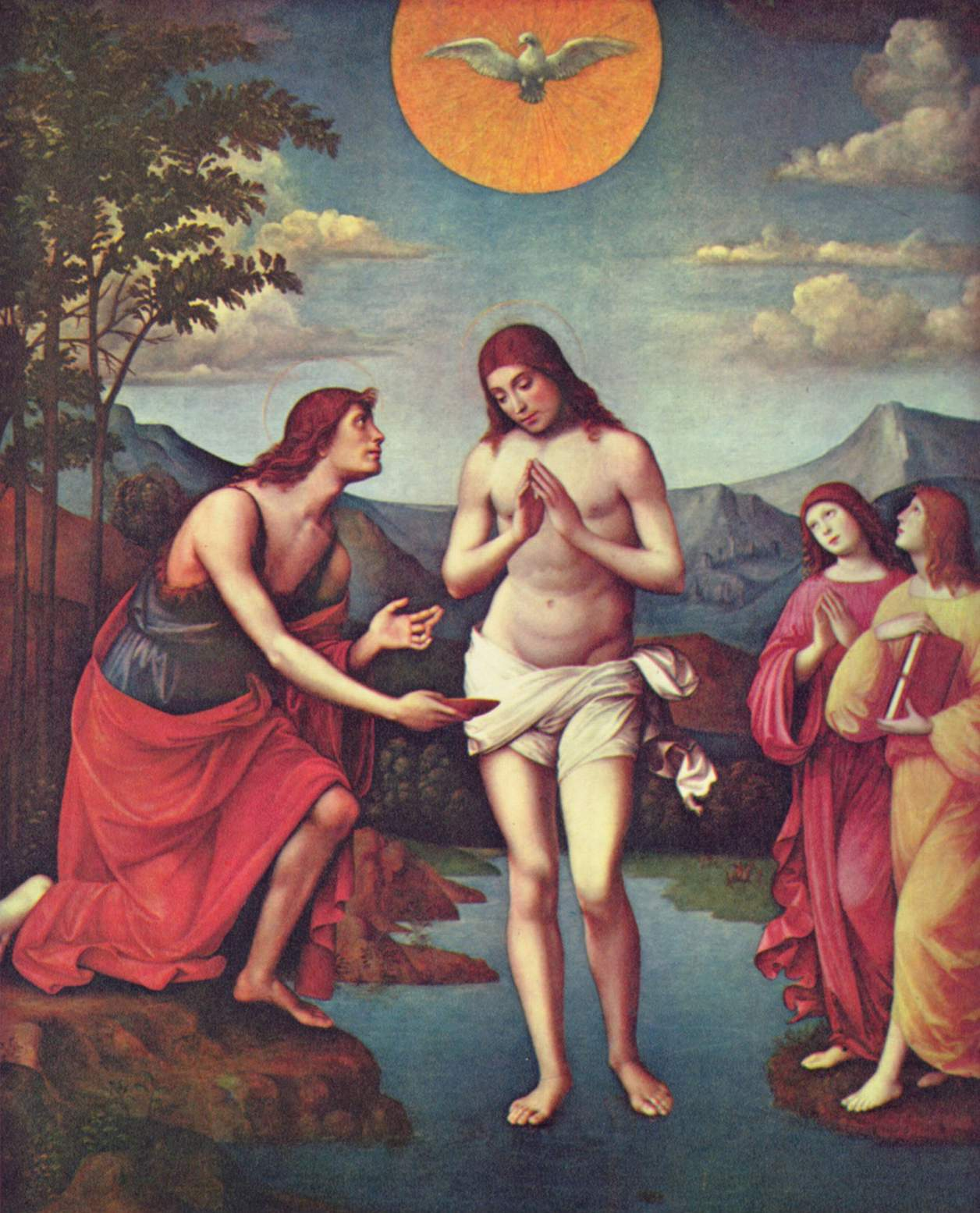
Doop van Christus, 1509, Gemãldegalerie Alte Meister, Dresden